# Francis Jones
Francis Jones († in Winchester, Tennessee) war ein US-amerikanischer Politiker. Zwischen 1817 und 1823 vertrat er den Bundesstaat Tennessee im US-Repräsentantenhaus.

## Werdegang
Weder Jones’ Geburtsdatum noch sein Geburtsort sind bekannt. Auch sein Sterbedatum ist
ungewiss. Er erhielt nur eine eingeschränkte Schulausbildung. Nach einem Jurastudium und seiner Zulassung als Rechtsanwalt begann er in Winchester in seinem neuen Beruf zu arbeiten. Im Jahr 1815 war er Staatsanwalt im dritten Gerichtsbezirk von Tennessee.
Politisch war Jones Mitglied der Demokratisch-Republikanischen Partei. Bei den Kongresswahlen des Jahres 1816 wurde er im dritten Wahlbezirk von Tennessee in das US-Repräsentantenhaus in Washington, D.C. gewählt, wo er am 4. März 1817 die Nachfolge von Samuel Powell antrat. Nach zwei Wiederwahlen konnte er bis zum 3. März 1823 drei Legislaturperioden im Kongress absolvieren.
Nach seinem Ausscheiden aus dem US-Repräsentantenhaus arbeitete Francis Jones wieder als Anwalt in Winchester. Dort ist er auch verstorben.